# 늘품체조
늘품체조는 대한민국의 체조로, 2015년 1월 박근혜 정부가 채택하였다. 정아름이 기획하였다.

## 논란
한국스포츠개발원이 준비한 코리아체조가 폐지되고, 늘품체조가 채택되어 논란이 일었다.